# Type 69 RPG
Súng phóng lựu chống tăng Type 69 (RPG) hay còn gọi là Súng phóng lựu B69 là một loại súng phóng lựu chống tăng (RPG) do hãng Norinco của Trung Quốc sản xuất từ năm 1969 dựa trên cơ sở chính là súng phóng lựu chống tăng RPG-7 của Liên Xô (ở Việt Nam gọi là B41) và là phiên bản sao chép RPG-7 nhiều nhất và phổ biến nhất trên thế giới . Đến thập niên 1980/1990 thì Trung Quốc phát triển một số loại đạn mới trang bị cho loại súng này.

## Xuất xứ

### Tổng quan

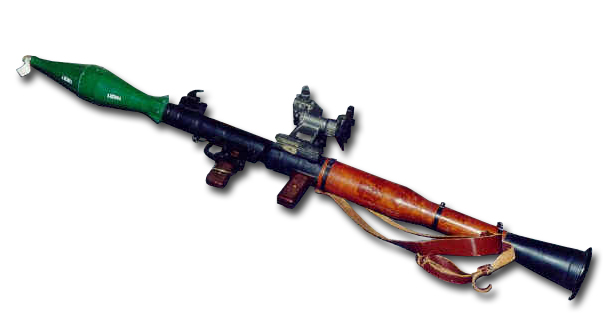
Súng phóng lựu chống tăng B41 với ống ngắm quang học

B69 là một loại súng chống tăng sao chép đến 95% súng RPG-7 và là một trong những loại vũ khí chống tăng và hỗ trợ hỏa lực phổ biến nhất trên thế giới. Nó đơn giản, dễ chế tạo và sử dụng, rẻ tiền và đặc biệt là rất hiệu quả. Nó đã được sử dụng ở Angola tới Somali, từ Chechnya cho tới Albani, được trang bị cho các tay súng, chiến sĩ bộ binh và các du kích, phiến quân.
RPG dòng súng phóng lựu chống tăng dựa trên mẫu súng chống tăng dùng 1 lần Panzerfaust của Phát xít Đức trong Thế chiến thứ hai do Liên Xô phát triển và nay tiếp tục phát triển bởi Nga. Phiên bản đầu tiên là RPG-1, tồn tại trong thời gian rất ngắn,là loại súng dùng 1 lần hệt như Panzerfaust. Phiên bản RPG-2 tiếp tục ra đời vào đầu thập niên 1950 và đã được sử dụng rộng rãi ở Việt Nam với cái tên là B40. Trung Quốc cũng sản xuất phiên bản RPG-2/B40 với cái tên là Type 56 (Súng phóng lựu kiểu 56)). Đến năm 1961 thì phiên bản đạn PG-7V của RPG-7 được ra đời và sử dụng rộng rãi nhằm thay thế cho RPG-2 và năm 1969 Trung Quốc đã bắt đầu sản xuất nó với cái tên Type 69 RPG. Nó đã được trang bị cho hơn 40 lực lượng quân đội chính quy trên thế giới gồm Albania, Algeria, Bangladesh, Bulgaria, Campuchia, Trung Quốc, Estonia, Latvia, Litva, Malta, Iran, Iraq, Myanmar, Bắc Triều Tiên, Pakistan, România, Sri Lanka, và Việt Nam.

### Phục vụ tại Trung Quốc

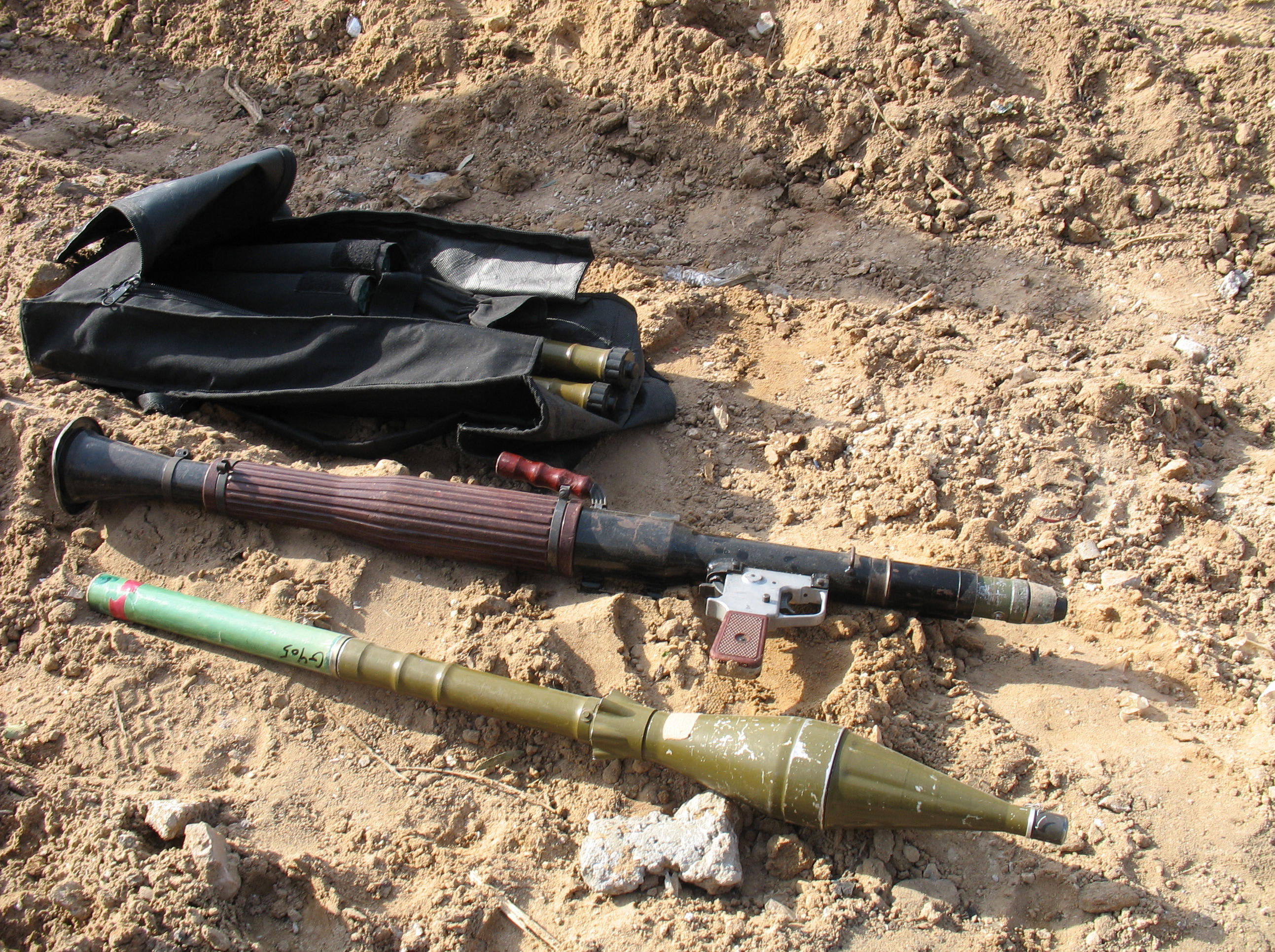
Type69 bị tịch thu ở bắc dải Gaza

Khi RPG-2 ra đời thì Trung Quốc đã nhận được giấy phép để sản xuất với tên Type 56 (Kiểu 56,ở Việt Nam gọi là B56) vào năm 1957. Tuy nhiên,với việc phát triển quá nhanh của các loại xe tăng chiến đấu chủ lực trên thế giới (MBT) đã buộc Trung Quốc phải cho ra đời một loại vũ khí chống tăng mới. Cuộc Xung đột biên giới Trung-Xô đã cho thấy rõ điều đó,RPG-2/B56 không đủ khả năng chọc thủng giáp của các loại xe tăng mới của Liên Xô như T-62 thậm chí là phần thân và tháp pháo trước của T-54B cũng không chọc nổi.
Cuối cùng, Quân Giải phóng Nhân dân Trung Quốc (PLA) đã quyết định chọn RPG-7 làm mẫu sản xuất mới của mình. Năm 1969,Trung Quốc bắt đầu khởi động dây chuyền sản xuất hàng loạt loại vũ khí này với tên Type 69-I (đây chính là phiên bản sản xuất hàng loạt của nó). Nhìn bề ngoài thì B69 có nhiều điểm khác biệt với RPG-7 đặc biệt là nó có 1 tay cầm thay vì 2 tay như RPG-7. Điều đó làm nhiều người lầm với súng RPG-2/B40 nhưng thật ra Type 69 là phiên bản sao chép RPG-7 có dựa trên Type 56/RPG-2.
Sau Chiến tranh biên giới Việt-Trung 1979 thì B69 được nâng cấp và phát triển thêm một số loại đạn dùng cho nhiệm vụ tiêu diệt bộ binh đối phương và tấn công công sự. 

### Tình trạng hoạt động
Việc sản xuất B69 dừng vào giữa thập nhiên 1980. Nhưng B69 đã tham gia hàng chục cuộc chiến và trở thành một trong những vũ khí tốt nhất chiến trường, nổi tiếng không kém gì người anh RPG-7 của nó. Ở Trung Quốc hiện nay, PLA (Quân Giải phóng Nhân dân Trung Quốc) đã thay thế chúng bằng Súng phóng lựu PF-89 80mm hay FHJ-84 kép 64mm, ngoài ra còn có loại Type 91 35mm đang phát triển. Cho đến nay,B69 vẫn được nhiều quân đội sử dụng và là vũ khí ưa chuộng của các tổ chức khủng bố, Hồi giáo cực đoan và phong trào li khai trên thế giới như Taliban, Al-Qaeda, Cướp biển Somali v. v....

## Các loại đạn trang bị cho Type 69

đạn kiểu 84 bắn súng kiểu 69. Đạn không có tuye xoáy, ngắn, cánh đuôi nằm trên thân đạn chứ không ở trên liều, người Trung Quốc gọi kiểu này là kiểu bazooka

Mặc dù mẫu súng chống tăng này vẫn giữ nguyên hình dáng của nó từ khi thiết kế các đây hơn 30 năm nhưng các mẫu đạn của nó lại rất phát triển nhằm phục vụ tấn công các mục tiêu khác nhau bao gồm:
- Đạn lõm chống tăng Type 69 (HEAT): Phiên bản đạn chống tăng cơ bản của Type 69 trong PLA,đã loại bỏ.
- Đạn lõm chống tăng Type 69-I (HEAT): Phiên bản đạn chống tăng HEAT tiêu chuẩn trong PLA được sử dụng từ năm 1980. Đầu nổ có rông dạng nổ lõm giúp cải tiến khả năng xuyên giáp của quả đạn.
- Đạn lõm chống tăng Type 69-II (HEAT): Tương tự đạn Type 69-I HEAT,ngoại trừ việc nó được cải thiện để đánh bại các xe bọc thép hiện đại được trang bị giáp bảo vệ.
- Đạn nổ mạnh Type 69-III (HEAT): Tương tự Type 69-II HEAT,cải tiến nhằm tăng tầm bắn và khả năng xuyên giáp xe tăng.
- Đạn lõm chống tăng Type 84 (HEAT):Được sản xuất trong những năm 1980, có một đầu đạn nhẹ hơn với khả năng được bắn từ tầm xa mà không bị ảnh hưởng bởi gió phụ. Có thể sử dụng với Type 69 và Type 69-I.
- Đạn nổ mạnh Type 69 75 mm (HE): Còn gọi là đạn trái phá K69,được sử dụng để chống bộ binh đối phương. Dùng để chiến đấu chống lại lực lượng cố thủ,khi tên lửa chạm mặt đất, nó nảy lên đến cao khoảng 2m phát nổ, tán xạ khoảng 800 viên bi thép trong bán kính sát thương 15m.
- Đạn lõm chống tăng/Đạn nổ mạnh (HEAT/HE): Dùng để tiêu diệt cả xe bọc thép và bộ binh đối phương. Nó là loại đạn phân mảnh,khi phát nổ sẽ bắn ra 1500 mảnh sát thương, hủy diệt đối phương trong bán kính sát 20 m. Nó vẫn có khả năng chống tăng.
- Đạn nổ mạnh chống bộ binh tự hủy (HEI): Sử dụng trong môi trường rừng núi,có lắp ngòi tự huỷ giống như dòng đạn PG-7V của RPG-7. Khi phát nổ nó băn ra 900 viên bi và 2000-3000 mảnh sát thương trong bán kính 15m.
- Đạn lõm chống tăng nổ lại (tandem): Trong tiếng Anh,tandem có nghĩa là song song hay xe đạp đôi. Trong quân sự,tandem dùng để chỉ loại đạn lõm chống tăng nổ lại (gọi tắt là Đạn nổ lại) dùng để tiêu diệt các loại xe tăng đời mới có giáp phản ứng nổ ERA. Phiên bản đạn nổ lại trang bị cho Type 69 được phát triển từ thập niên 1990 ở Trung Quốc tương tự như đạn PG-7VR của RPG-7 hay PG-29V của RPG-29 nhưng lại không hiệu quả bằng chúng,nó không có khả năng tiêu diệt các xe tăng đời mới có ERA nhưng đủ khả năng tiêu diệt Xe bọc thép chở quân (APC/BTR) và Xe chiến đấu bộ binh (IFV/BMP).
- Đạn phát nhiệt:Trang bị với số lượng nhỏ cho lính dù. Loại đạn này đặc biệt là nó nổ trên không trung và có khôni lượng nhẹ. tâm bắn của nó là 600 m khi có ngòi tự hủy và 1500 m khi không có nó.

Những loại đạn trang bị cho Type 69 đều do Trung Quốc sản xuất và không giống với dòng đạn PG-7 của Liên Xô. 

## Chiến thuật
Chiến thuật sử dụng RPG-2/B40, RPG-7/B41 và B69 trong Chiến tranh Việt Nam là chia ra làm nhiều tổ chống tăng, mỗi tổ 3 người mang theo 1 súng phóng lựu, AK cùng 7 đạn chống tăng. Với chiến thuật này, Quân Giải phóng miền Nam Việt Nam đã tiêu diệt được rất nhiều xe tăng đối phương.

## Một số nhầm lẫn

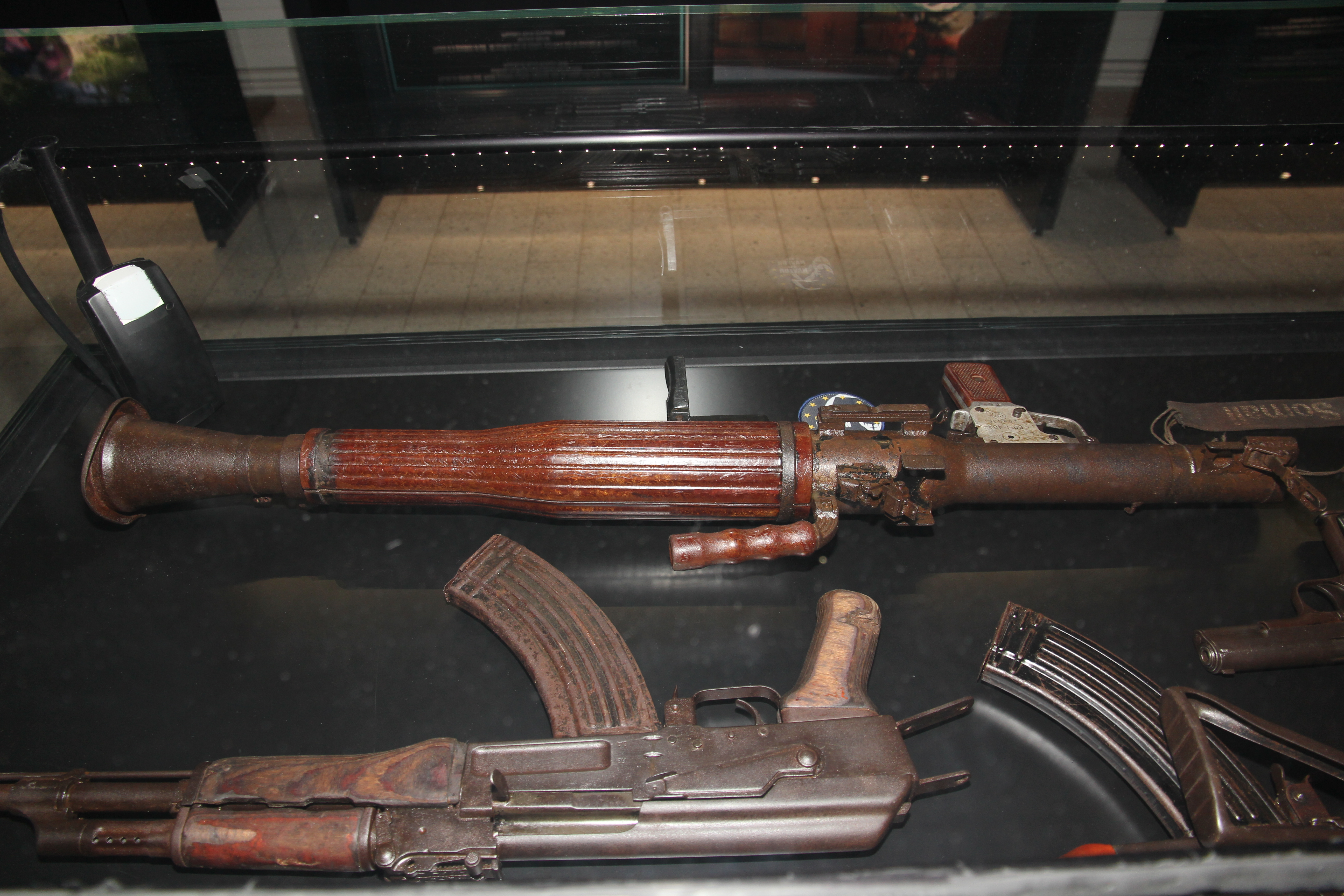
Type 69 tịch thu được từ cướp biển Somali

Trên Internet có hiện tượng các trang các trang wiki và các trang web khác dịch, copy lẫn của nhau dẫn đến lan truyền sai lầm như là bệnh dịch. Một trong những sai lầm là B41 có giá hai chân, chỉ B41 Trung Quốc. Thực chất, đây là một nhóm súng do Trung Quốc sản xuất, không phải là B41, trong khi bản thân B41 không phải Trung Quốc đều có giá hai chân nhưng người ta không lắp. Trên các bức ảnh, người ta thường chú ý đến bộ phận sau đuôi súng nên nhầm, nhưng nhìn rõ thấy chúng hơi khác cả súng và đạn. Type 69 có tuổi thọ rất ngắn, nó gần giống như B41, có tên Type 69-I năm 1970, được đưa vào trang bị giữa những năm 1970, đến những năm 1980 thì dừng sản xuất, khi tỏ ra yếu kém trước B41 trong thực tế. Saghegh của Iran có cỡ nòng hơi nhỏ hơn. Súng giống B41 Pakistan thật ra là phiên bản Type 69-I. Type 69-I đầu thế kỷ 21 rất ít dùng, công ty Norinco dang có ý định cải tiến lại một lần nữa, lai thuật phóng Bazooka, gọi là Type 69-2004.
Ở chiến trường, vẫn có những phiên bản hay được internet gọi là B41 nhưng thực ra là các phiên bản RPG của Trung Quốc, cấu tạo hơi khác. Ví dụ như Type 56 cải tiến (Type 56 là B40, nhưng về sau cải tiến tăng tầm bắn, cũng sử dụng đuôi sau và buồng đốt phình ra như B41, vẫn dùng phần đầu đạn B40, Type 56 cải tiến này về sau trở thành Type 69-1 (cả hai đều có một tay cầm, đạn Kiểu 69 bé hơn B41). Như vậy, tồn tại 3 ROG Trung Quốc kiểu Nga ở Việt Nam: Type 56 là súng B40, B56 cải tiến là súng có thân giống B41 đạn giống B40 (thân súng này ngắn hơn chút, chỉ có 1 tay cầm), B69 đạn chẳng giống B40 cũng chẳng giống B41, súng trông giống B41 có 1 tay cầm.
Trung quốc không sản xuất súng và đạn B41. Phiên bản Type 69 có các biến thể Type 69-1, Type 69-2, Type 69-3. Phiên bản này về súng giống như RPG-7 và RPG-7G, nhưng đạn rất khác.
Type 69-I sau được cải tiến dùng cho Chiến tranh biên giới Việt Nam (bao gồm hai cuộc chiến tranh do Trung Quốc phát động, Chiến tranh biên giới Tây Nam và Chiến tranh biên giới phía Bắc), kính ngắm Trung Quốc có thêm vạch đo xa bên trái, sử dụng đo xe Nga (thấp hơn). Pakistan sau này nhập khẩu của Trung Quốc súng này. CIA, Trung Quốc trong liên minh làm suy yếu Liên Xô đã đưa súng đến Afghanistan, Type 69 sau bắt được ở đây. Mujahideen nhận ngay nhược điểm của Type 69, nó nhẹ hơn, nhưng cơ chế điểm hỏa không hoàn thiện như B41, dùng bắn xuyên tường thì tốt nhưng chống thiết giáp yếu, dồng thời độ chính xác thấp. Người Việt Nam còn gọi những súng Trung Quốc này như B63, B69, chỉ một số người nhầm gọi là B41. Đạn kiểu 69 là đạn lai, vừa xuyên vừa sát thương, ngắn hơn đạn B41 (không có khoảng cách từ máy sinh điện về điểm hội tụ của loa lõm, khoảng cách này ở B41 làm máy sinh điện hoạt động đúng khoảng cách, khi điểm hội tụ đến giáp thì vừa nổ).
Quân đội Nhân dân Việt Nam sử dụng cả RPG-2, RPG-7,B56 và B69 trong Chiến tranh Việt Nam nhưng đặc biệt là sau Chiến tranh biên giới phía Bắc,sự căng thẳng trong quan hệ Việt-Trung thì Quân đội Nhân dân đã dần dần loại bỏ B56 và B69 chỉ sử dụng RPG-2 và RPG-7. Hiện nay chỉ còn RPG-7 trong biên chế,ngoài ra còn có loại súng chống tăng đời mới RPG-29 của Nga.

## Các quốc gia sử dụng
- Afghanistan
- Albania
- Algeria
- Bangladesh
- Campuchia
- Trung Quốc
- Estonia[8]
- Georgia
- Iran
- Iraq
- Latvia
- Lithuania
- Lào
- Malta: Quân đội Malta.
- Morocco
- Myanmar
- Bắc Triều Tiên
- Pakistan [9]
- România
- Sierra Leone
- Sri Lanka

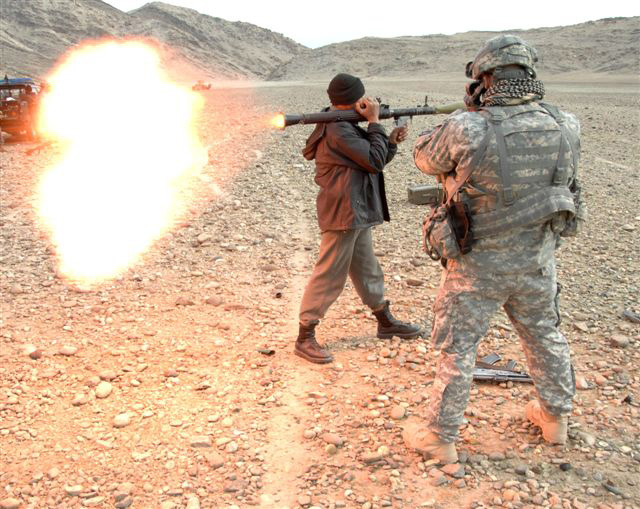
Cảnh sát Afganistan bắn súng Type 69-I. Quầng lửa phụt ra từ đuôi ống phóng. Người lính đứng bên phải bịt tai lại để tránh âm thanh cường độ lớn phát ra khi bắn.

- Thái Lan: Sử dụng với số lượng nhỏ bởi lực lượng Thahan Phran.[10]
- Việt Nam Dân chủ Cộng hòa
- Cộng hòa Miền Nam Việt Nam
- Việt Nam